# كوهي كودو
كوهي كودو (باليابانية: 工藤 浩平) (مواليد 28 أغسطس 1984)، هو لاعب كرة قدم ياباني سابق كان يلعب كلاعب وسط.

## وصلات خارجية
- كوهي كودو على موقع الاتحاد الدولي (مؤرشف)  (الإنجليزية)
- كوهي كودو على موقع رابطة كرة القدم اليابانية للمحترفين (اليابانية)
- كوهي كودو على موقع قاعدة بيانات كرة القدم.إي يو (الإنجليزية)
- كوهي كودو على موقع Soccerway.com (الإنجليزية)
- كوهي كودو على موقع عالم كرة القدم.نت (الإنجليزية)
- كوهي كودو على موقع AS.com (الإسبانية)